# 경명
경명(景明)은 중국 북위(北魏) 선무제(宣武帝)의 첫 번째 연호이다. 500년에서 504년 정월까지 4년 동안 사용하였다.
같은 시기에 사용된 다른 연호로는 제(齊)에서 사용한 영원(永元 : 499년 ~ 501년), 중흥(中興 : 501년 ~ 502년), 양(梁)에서 사용한 천감(天監 : 502년 ~ 519년)이 있다.

## 개원
태화(太和) 24년 1월 5일(500년 2월 19일)에 경명(景明)으로 개원함.

## 연대대조표
| 경명                | 원년           | 2년                 | 3년             | 4년        | 5년        |
| 서력                | 500년          | 501년               | 502년           | 503년      | 504년      |
| 육십간지 (六十干支) | 경진(庚辰)     | 신사(辛巳)          | 임오(壬午)      | 계미(癸未) | 갑신(甲申) |
| 제 (齊)             | 영원(永元) 2년 | 3년 중흥(中興) 원년 | 2년             | -          | -          |
| 양 (梁)             | -              | -                   | 천감(天監) 원년 | 2년        | 3년        |

## 삭일(1일)
| 경명 원년 (500년) | 1월             | 2월             | 3월             | 4월             | 5월             | 6월             | 7월             | 8월             | 9월             | 10월            | 11월            | 12월            |                 |
| ----------------- | --------------- | --------------- | --------------- | --------------- | --------------- | --------------- | --------------- | --------------- | --------------- | --------------- | --------------- | --------------- | --------------- |
| 삭일(음력)        | 신축일 (辛丑日) | 신미일 (辛未日) | 신축일 (辛丑日) | 경오일 (庚午日) | 경자일 (庚子日) | 기사일 (己巳日) | 기해일 (己亥日) | 무진일 (戊辰日) | 무술일 (戊戌日) | 정묘일 (丁卯日) | 정유일 (丁酉日) | 병인일 (丙寅日) |                 |
| 율리우스력        | 500년 2월 15일  | 3월 16일        | 4월 15일        | 5월 14일        | 6월 13일        | 7월 12일        | 8월 11일        | 9월 9일         | 10월 9일        | 11월 7일        | 12월 7일        | 501년 1월 5일   |                 |
| 경명 2년 (501년)  | 1월             | 2월             | 3월             | 4월             | 5월             | 6월             | 7월             | 8월             | 9월             | 10월            | 11월            | 12월            |                 |
| 삭일(음력)        | 병신일 (丙申日) | 을축일 (乙丑日) | 을미일 (乙未日) | 갑자일 (甲子日) | 갑오일 (甲午日) | 계해일 (癸亥日) | 계사일 (癸巳日) | 계해일 (癸亥日) | 임진일 (壬辰日) | 임술일 (壬戌日) | 신묘일 (辛卯日) | 신유일 (辛酉日) |                 |
| 율리우스력        | 501년 2월 4일   | 3월 5일         | 4월 4일         | 5월 3일         | 6월 2일         | 7월 1일         | 7월 31일        | 8월 30일        | 9월 28일        | 10월 28일       | 11월 26일       | 12월 26일       |                 |
| 경명 3년 (502년)  | 1월             | 2월             | 3월             | 4월             | 윤4월           | 5월             | 6월             | 7월             | 8월             | 9월             | 10월            | 11월            | 12월            |
| 삭일(음력)        | 경인일 (庚寅日) | 경신일 (庚申日) | 기축일 (己丑日) | 기미일 (己未日) | 무자일 (戊子日) | 무오일 (戊午日) | 정해일 (丁亥日) | 정사일 (丁巳日) | 병술일 (丙戌日) | 병진일 (丙辰日) | 을유일 (乙酉日) | 을묘일 (乙卯日) | 을유일 (乙酉日) |
| 율리우스력        | 502년 1월 24일  | 2월 23일        | 3월 24일        | 4월 23일        | 5월 22일        | 6월 21일        | 7월 20일        | 8월 19일        | 9월 17일        | 10월 17일       | 11월 15일       | 12월 15일       | 503년 1월 14일  |
| 경명 4년 (503년)  | 1월             | 2월             | 3월             | 4월             | 5월             | 6월             | 7월             | 8월             | 9월             | 10월            | 11월            | 12월            |                 |
| 삭일(음력)        | 갑인일 (甲寅日) | 갑신일 (甲申日) | 계축일 (癸丑日) | 계미일 (癸未日) | 임자일 (壬子日) | 임오일 (壬午日) | 신해일 (辛亥日) | 신사일 (辛巳日) | 경술일 (庚戌日) | 경진일 (庚辰日) | 기유일 (己酉日) | 기묘일 (己卯日) |                 |
| 율리우스력        | 503년 2월 12일  | 3월 14일        | 4월 12일        | 5월 12일        | 6월 10일        | 7월 10일        | 8월 8일         | 9월 7일         | 10월 6일        | 11월 5일        | 12월 4일        | 504년 1월 3일   |                 |
| 경명 5년 (504년)  | 1월             | 2월             | 3월             | 4월             | 5월             | 6월             | 7월             | 8월             | 9월             | 10월            | 11월            | 12월            | 윤12월          |
| 삭일(음력)        | 무신일 (戊申日) | 무인일 (戊寅日) | 무신일 (戊申日) | 정축일 (丁丑日) | 정미일 (丁未日) | 병자일 (丙子日) | 병오일 (丙午日) | 을해일 (乙亥日) | 을사일 (乙巳日) | 갑술일 (甲戌日) | 갑진일 (甲辰日) | 계유일 (癸酉日) | 계묘일 (癸卯日) |
| 율리우스력        | 504년 2월 1일   | 3월 2일         | 4월 1일         | 4월 30일        | 5월 30일        | 6월 28일        | 7월 28일        | 8월 26일        | 9월 25일        | 10월 24일       | 11월 23일       | 12월 22일       | 505년 1월 21일  |

## 같이 보기
- 중국의 연호

| 이전 연호 태화(太和) | 중국의 연호 북위(北魏) | 다음 연호 정시(正始) |